# أمالي زايدل
أمالي زايدل (بالألمانية: Amalie Seidel) (و. 1876 – 1952 م) هي سياسية نمساوية، ولدت في فيينا، كانت عضوةً في الحزب الديمقراطي الاجتماعي النمساوي، توفيت في فيينا، عن عمر يناهز 76 عاماً.

## مناصب
تولت منصب عضو المجلس الوطني للنمسا.